# La Concòrdia
La Concòrdia és un barri de Sabadell situat al nord-oest de la ciutat. El barri es formà arran de la immigració de mitjans del segle xx. L'eix del barri és l'avinguda de la Concòrdia, on es concentra l'activitat principal al barri.
Principalment es tractava d'habitatges unifamiliars i blocs de pisos, promoguts per la Caixa d'Estalvis de Sabadell i promocions d'empreses. L'any 1963 tots els carrers estaven asfaltats i hi havia enllumenat públic i subministrament d'aigua. Els immigrants de fora de Catalunya a la Concòrdia no van ser tan nombrosos com en altres barris de Sabadell. Principalment provenien d'Aragó, Múrcia i Andalusia.

## Demografia
Forma el Sector de la Concòrdia amb Can Borgonyó. També forma part del Districte 4 amb el Sector de Can Rull, que el formen Can Rull, Cifuentes i Via Alexandra i el Sector Berard, format per Can Llong.

## Serveis públics
Disposa de dues 

### Escoles
- Escola Font Rosella
- Escola Concòrdia

### L'institut
- IES Ferran Casablancas

### Centres d'Atenció Primària
- CAP Concòrdia

### Altres
Una parròquia: Parròquia Sant Josep, una escola per adults: Escola d'Adults La Concòrdia i un Centre Cívic: Centre Cívic La Concòrdia.

## Curiositats
Al barri es troba l'Escola Font Rosella, en record de l'antiga font Rosella que hi havia al bosc de la Concòrdia.